# Liriomyza securicornis
Liriomyza securicornis är en tvåvingeart som beskrevs av Mitsuhiro Sasakawa 1961. Liriomyza securicornis ingår i släktet Liriomyza och familjen minerarflugor. Inga underarter finns listade i Catalogue of Life.